# Jenny Mézile
Jenny Mézile là một nhà văn, vũ công và biên đạo múa đến từ Haiti. Thoát khỏi sự đàn áp của quân đội sau cuộc đảo chính chống lại Jean-Bertrand Aristide, bà đã bắt đầu sự nghiệp biểu diễn nghệ thuật ở Pháp vào năm 1992  với các đoàn kịch như Makina Loka và Banbòch Lakay. Phần đầu tiên dàn dựng của Mézile, Manzè Ida đã công chiếu vào năm 1997. Giải quyết ở Bờ Biển Ngà vào năm 2006, bà cùng với chồng Massidi Adiatou mất lãnh đạo múa-hát đoàn N'Soleh. Năm 2012, Mézile cũng đã phát động lễ hội khiêu vũ và văn hóa AFRIK URBANARTS.

## Biên đạo múa
- 1997: Manzè Ida
- 2003: My Own Wara

## Tác phẩm văn học
- 2005: Toya, princesse des îles